# سسک بیشه ژاپنی

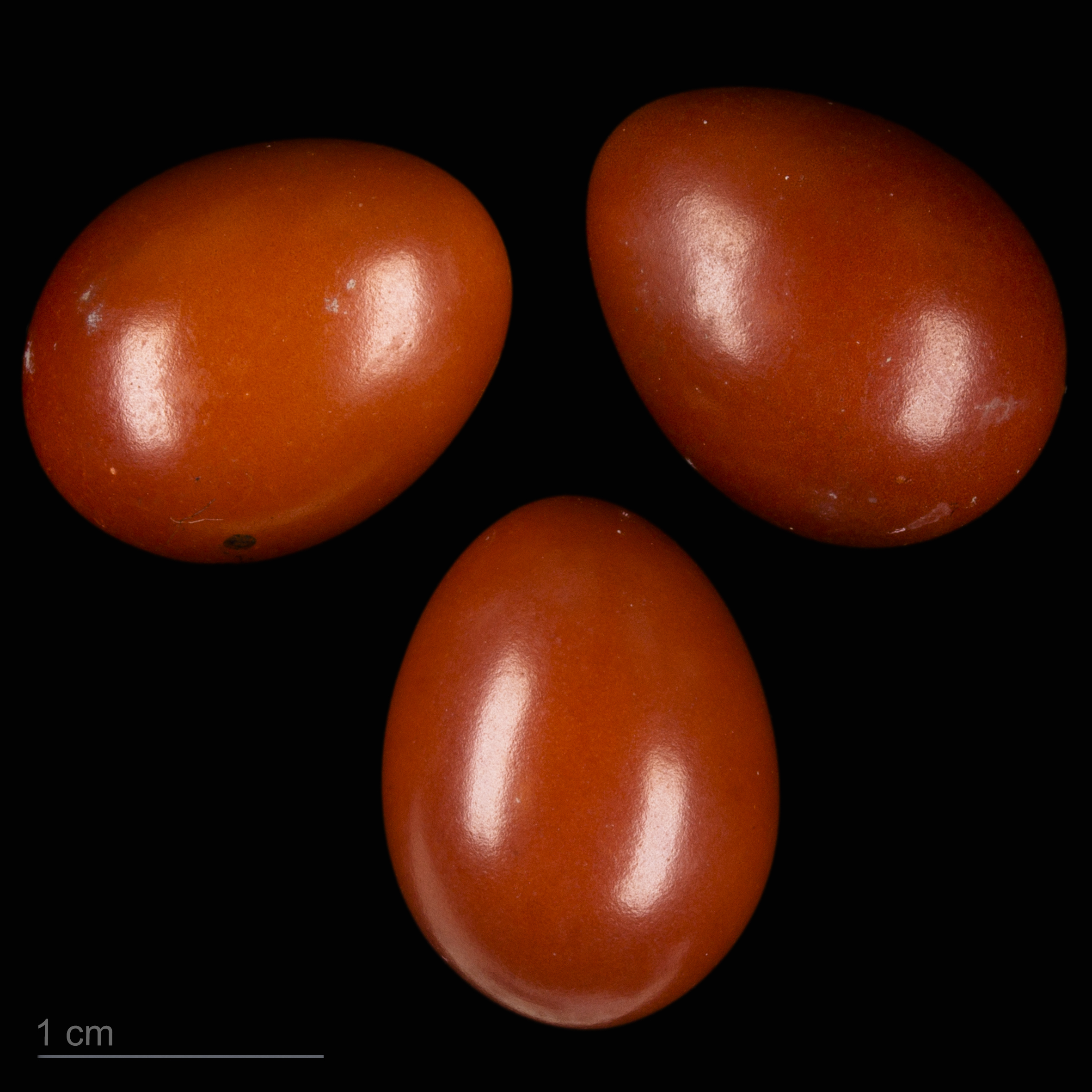
Horornis diphone cantans

سسک بیشه ژاپنی (به ژاپنی: 鶯، تلفظ: اوگوئیسو) پرنده‌ای از سرده سسک‌های بیشه نمادین است.
این پرنده حشره‌خوار و از خانواده سسکیان بر قدیم (Sylviidae) است.
سسک بیشهٔ ژاپنی پرنده‌ای است گنجشک‌سان که بیشتر صدایش شنیده می‌شود تا این‌که دیده شود. در آغاز بهار در ژاپن، صدای ویژه دورهٔ زاد و ولد این پرنده را می‌توان در سراسر ژاپن شنید.
ژاپنی‌ها آواز این پرنده را نشانهٔ فرارسیدن بهار به‌شمار می‌آورند.